# Pływanie na Mistrzostwach Świata w Pływaniu 2017 – 4 × 100 m stylem zmiennym mężczyzn
Sztafeta 4 × 100 m stylem zmiennym mężczyzn – jedna z konkurencji, która odbyła się podczas Mistrzostw Świata w Pływaniu 2017. Eliminacje i finał miały miejsce 30 lipca.
Złoty medal zdobyli Amerykanie. Sztafeta w składzie: Matt Grevers, Kevin Cordes, Caeleb Dressel i Nathan Adrian uzyskała czas 3:27,91, który jest najlepszym wynikiem w stroju tekstylnym. Srebro, z czasem 3:28,95, wywalczyli Brytyjczycy, podczas gdy trzecie miejsce zajęli Rosjanie (3:29,76). Zarówno sztafeta brytyjska jak i rosyjska poprawiły rekordy swoich krajów.

## Rekordy
Przed zawodami rekordy świata i mistrzostw wyglądały następująco:
| Rekord                              | Reprezentacja     | Czas    | Miejsce        | Data             |       |
| ----------------------------------- | ----------------- | ------- | -------------- | ---------------- | ----- |
| Rekord świata                       | Stany Zjednoczone | 3:27,28 | Rzym           | 2 sierpnia 2009  |       |
| Rekord mistrzostw świata            | Stany Zjednoczone | 3:27,28 | Rzym           | 2 sierpnia 2009  |       |
| Rekord świata juniorów              | Rosja             | 3:36,44 | Singapur       | 30 sierpnia 2015 |       |
| Najlepszy wynik w stroju tekstylnym | Stany Zjednoczone | 3:27,95 | Rio de Janeiro | 13 sierpnia 2016 | [ 2 ] |

## Wyniki

### Eliminacje
Eliminacje rozpoczęły się 30 lipca o 10:27.
| Miejsce | Wyścig | Tor | Państwo           | Zawodnik | Czas      | Uwagi |
| ------- | ------ | --- | ----------------- | --- | --------- | ----- |
| 1.      | 3      | 4   | Stany Zjednoczone | Ryan Murphy (52,69) Cody Miller (58,99) Tim Phillips (50,74) Townley Haas (47,24)                              | 3:29,66   | Q     |
| 2.      | 3      | 3   | Japonia           | Ryosuke Irie (52,86) Yasuhiro Koseki (59,11) Yuki Kobori (51,27) Shinri Shioura (48,39)                        | 3:31,63   | Q     |
| 3.      | 2      | 5   | Rosja             | Grigorij Tarasiewicz (53,71) Anton Czupkow (59,06) Daniił Pachomow (51,55) Daniła Izotow (47,80)               | 3:32,12   | Q     |
| 4.      | 2      | 4   | Wielka Brytania   | Chris Walker-Hebborn (54,27) Ross Murdoch (59,50) James Guy (51,04) Duncan Scott (47,54)                       | 3:32,35   | Q     |
| 5.      | 3      | 6   | Brazylia          | Guilherme Guido (54,11) Felipe Lima (59,51) Henrique Martins (51,03) Bruno Fratus (47,73)                      | 3:32,38   | Q     |
| 6.      | 3      | 2   | Węgry             | Richárd Bohus (54,01) Dániel Gyurta (1:00,23) Kristóf Milák (51,70) Dominik Kozma (47,41)                      | 3:33,35   | Q     |
| 7.      | 2      | 3   | Chiny             | Li Guangyuan (53,96) Yan Zibei (59,02) Li Zhuhao (51,74) Sun Yang (48,78)                                      | 3:33,50   | Q     |
| 8.      | 3      | 1   | Białoruś          | Mikita Cmyh (54,50) Ilja Szymanowicz (59,03) Jauhien Curkin (51,45) Artiom Maczekin (48,85)                    | 3:33,83   | Q,    |
| 9.      | 3      | 5   | Australia         | Mitch Larkin (54,23) Matthew Wilson (1:00,21) David Morgan (51,56) Cameron McEvoy (47,91)                      | 3:33,91   |       |
| 10.     | 1      | 4   | Polska            | Tomasz Polewka (54,49) Marcin Stolarski (59,78) Konrad Czerniak (51,15) Kacper Majchrzak (48,58)               | 3:34,00   |       |
| 11.     | 2      | 2   | Włochy            | Matteo Milli (54,91) Nicolò Martinenghi (59,43) Piero Codia (51,16) Alessandro Miressi (48,61)                 | 3:34,11   |       |
| 12.     | 2      | 7   | Kanada            | Javier Acevedo (55,15) Richard Funk (59,25) Josiah Binnema (52,60) Yuri Kisil (48,14)                          | 3:35,14   |       |
| 13.     | 2      | 6   | Niemcy            | Marek Ulrich (55,05) Marco Koch (1:00,02) Marius Kusch (52,17) Damian Wierling (48,02)                         | 3:35,26   |       |
| 14.     | 3      | 7   | Grecja            | Apostolos Christou (54,18) Ioannis Karpouzlis (1:01,57) Andreas Vazaios (52,45) Kristian Gołomeew (47,73)      | 3:35,93   |       |
| 15.     | 3      | 9   | Południowa Afryka | Martin Binedell (56,10) Cameron van der Burgh (59,77) Chad le Clos (50,99) Myles Brown (49,45)                 | 3:36,31   |       |
| 16.     | 3      | 8   | Irlandia          | Shane Ryan (54,40) Nicholas Quinn (1:00,62) Brendan Hyland (52,58) Jordan Sloan (49,01)                        | 3:36,61   |       |
| 17.     | 2      | 1   | Litwa             | Danas Rapšys (54,30) Andrius Šidlauskas (1:00,17) Deividas Margevičius (53,00) Simonas Bilis (49,28)           | 3:36,75   |       |
| 18.     | 1      | 5   | Egipt             | Youssef Abdalla (55,37) Marwan El-Kamash (1:02,06) Omar Eissa (54,08) Mohamed Samy (49,34)                     | 3:40,85   |       |
| 19.     | 2      | 8   | Indonezja         | I Gede Siman Sudartawa (56,63) Indra Gunawan (1:03,33) Glenn Victor Sutanto (53,74) Triady Fauzi Sidiq (50,87) | 3:44,57   |       |
| 20.     | 3      | 0   | Paragwaj          | Charles Hockin (55,98) Renato Prono (1:03,31) Benjamin Hockin (53,41) Matías López (53,21)                     | 3:45,91   |       |
| 21.     | 2      | 0   | Łotwa             | Girts Feldbergs (55,86) Daniils Bobrovs (1:03,73) Nikolajs Maskaļenko (56,00) Uvis Kalniņš (50,67)             | 3:46,26   |       |
| 22. !   | 1      | 3   | Kenia             | | 9:99,99 ! | DNS   |
| 22. !   | 2      | 9   | Izrael            | | 9:99,99 ! | DNS   |

### Finał
Finał odbył się 30 lipca o 19:25.
| Miejsce | Tor | Państwo           | Zawodnik                                                                                               | Czas    | Uwagi |
| ------- | --- | ----------------- | --- | ------- | ----- |
| 1. !    | 4   | Stany Zjednoczone | Matt Grevers (52,26) Kevin Cordes (58,89) Caeleb Dressel (49,76) Nathan Adrian (47,00)                 | 3:27,91 | TB    |
| 2. !    | 6   | Wielka Brytania   | Chris Walker-Hebborn (54,20) Adam Peaty (56,91) James Guy (50,80) Duncan Scott (47,04)                 | 3:28,95 | NR    |
| 3. !    | 3   | Rosja             | Jewgienij Ryłow (52,89) Kiriłł Prigoda (59,02) Aleksandr Popkow (51,16) Władimir Morozow (46,69)       | 3:29,76 | NR    |
| 4.      | 5   | Japonia           | Ryosuke Irie (52,80) Yasuhiro Koseki (58,54) Yuki Kobori (51,21) Shinri Shioura (47,64)                | 3:30,19 | AS    |
| 5.      | 2   | Brazylia          | Guilherme Guido (53,53) João Gomes Júnior (58,80) Henrique Martins (51,12) Marcelo Chierighini (48,08) | 3:31,53 |       |
| 6.      | 1   | Chiny             | Xu Jiayu (52,89) Yan Zibei (59,02) Li Zhuhao (51,45) Yu Hexin (48,29)                                  | 3:31,65 |       |
| 7.      | 7   | Węgry             | Richárd Bohus (53,99) Dániel Gyurta (1:00,45) Kristóf Milák (50,97) Dominik Kozma (46,72)              | 3:32,13 | NR    |
| 8.      | 8   | Białoruś          | Mikita Cmyh (54,54) Ilja Szymanowicz (58,94) Jauhien Curkin (51,23) Artiom Maczekin (48,92)            | 3:33,63 | NR    |